# Isla Tortuguilla
Isla Tortuguilla är en ö i Colombia.   Den ligger i departementet Córdoba, i den nordvästra delen av landet, 500 km nordväst om huvudstaden Bogotá.